# Muara (Brunei)

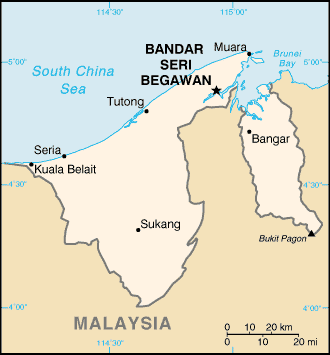
Mapa de Brunei

Muara é uma vila no distrito Brunei e Muara, Brunei. Contém o único porto de águas profundas do país. muaru é a palavra Malaia para estuário.

## Localização
A vila de Muara ou Pekan Muara está localizada na Mukim Serasa e está localizada na ponta mais oriental de Brunei. Presta seu nome para o distrito em que está, o distrito Brunei-Muara. Para o Norte é o Mar da China Meridional, ao sul da Baía de Brunei e ao outro lado da baía, Pulau Muara Besar. Para o leste, através de um canal criado pelo homem estão os restos de Tanjung Pelumpong (Cape Pelumpong), agora uma ilha. Para o oeste é o resto do distrito Brunei-Muara. Serasa fica ao sudoeste de Muara.
Para o propósito deste artigo, Muara inclui a área de Kampong Sabun ao canal em Tanjung Pelumpong ao norte de Serasa.

## História
Antes dos anos 1900, a aldeia de Muara era habitada por um pequeno grupo de pescadores Malaios.
O desenvolvimento da área Serai Pimping para a extração de carvão em 1883 para navios a vapor, e mais tarde liquidação da área como Brooketon por Charles Brooke, os Rajás brancos de Sarawak em 1889 viu um rápido desenvolvimento da área. Brooketon recebeu o nome de Rajás brancos de Sarawak gradualmente emprestou seu nome para a área que era então controlada pelo governo de Sarawak.
O desenvolvimento da mina de carvão Brooketon Colliery também leva ao desenvolvimento de transportes e infra-estrutura em Muara. Uma ferrovia de madeira foi construída para transportar o carvão para a ancoragem segura em águas profundas em Muara, e foram construídos moinhos e embarcações para permitir navios a vapor e barcaças para amarrar. Em 1911, mais de 1.447 pessoas moravam em Muara e cerca de 30 lojas abriram na vila. Brooketon também foi onde o primeiro selo postal no Brunei foi usado.
Politicamente também, apesar de ter apenas direitos econômicos, Brooke tornou-se o governante de fato da área. A mina empregava centenas de mineiros e isso exigia que ele apresentasse uma força policial, correios e estradas transformando Muara em um assentamento extraterritorial e uma extensão de Sarawak. Não foi até 1921, que Muara foi "devolvido" a Brunei. A mina fechou em 1924 devido a pesadas perdas financeiras causadas pela queda contínua dos preços do carvão no mundo na recessão econômica.
Os japoneses ocuparam Brunei durante Segunda Guerra Mundial e tentaram, sem sucesso, reabrir a mina de carvão. Brooketon foi o local de desembarque das forças australianas como parte da Campanha de Bornéu (1945) no final da Segunda Guerra Mundial que liberou o Brunei da ocupação japonesa.
Sob a regra do Sultão Omar Ali Saifuddin, a área foi desenvolvida em um porto de águas profundas para auxiliar no desenvolvimento do país. Desde 1973, o porto de Muara sofreu amplas melhorias. Estes incluem extensões ao cais trazendo o comprimento total para 948 metros incluindo 250 metros dedicados ao cais de contentores e 87 metros de cais agregado. O espaço total de armazenamento sob a forma de armazenamento coberto é de 16.950 metros quadrados, armazenamentos longos 16.630 metros quadrados e o espaço de armazenamento aberto é de 5 hectares. As instalações dedicadas para o cais de contêiner cobrem uma área de 92.034 metros quadrados, incluindo 8.034 metros quadrados de áreas cobertas.

## Kampongs (aldeia)
Pekan Muara geralmente pode ser ainda dividida nas seguintes áreas:
- Centro da vila
- Kampong Masjid Lama ao sul do centro da vila
- Kampong Sabun ao oeste e ao noroeste, incluindo o quartel militar
- Kampong Tanjung Batu
- Kampong Pelumpong, e a área towards Tanjung Pelumpong
- Praia de Muara
- Porto Muara

Estas são as áreas abordadas neste artigo. Outras aldeias em Mukim Serasa (não abrangidas neste artigo) incluem:
- Kampong Serasa é imediatamente adjacente a Pekan Muara para o sudoeste.
- Kampong Perpindahan Serasa ao sul de Kampong Serasa
- Kampong Meragang está localizado entre a estrada Muara-Tutong e Jalan Muara
- Kampong Kapok está localizado ao longo de Jalan Muara a oeste de Kampong Serasa
- Kampong Pengalayan está localizado ao longo de Jalan Muara, sudoeste de Kampong Kapok
- Kampong Salar está localizado ao longo de Jalan Muara, sudoeste de Kampong Pengalayan
- Kampong Bukit Kabun

## Óleo e gás
Parte do porto de águas profundas de Muara é ocupada por duas instalações petrolíferas Royal Dutch Shell.
Brunei Shell Marketing tem uma grande presença em Muara com o seu Terminal Muara. Existem numerosos contêineres de gás engarrafado no local e vários tanques que possuem vários produtos, incluindo o betume.
Brunei Shell Petroleum tem um pátio ao longo do porto de Muara para apoiar suas operações no mar no mercado offshore no Brunei. O píer mede 120 metros por 48 metros e equipados com três instalações de carregamento e 14 tanques de armazenamento.

## Atrações turísticas
A atração principal de Pekan Muara é a praia de Muara (Pantai Muara em Malaio) ao longo do Mar da China Meridional. A praia tem cerca de uma milha de comprimento e consiste de areia branca e clara. As comodidades incluem uma área de piquenique bem equipada, um parque infantil, instalações de vestiário e banheiro, bem como barracas de comida e bebida de fim-de-semana.

## Forças Armadas
A Marinha Real de Brunei das Forças Armadas Real de Brunei e está na Base Naval de Muara, que está localizada em Pekan Muara, na área de Tanjong Pelumpong. A Base Naval foi expandida em 1997 para incluir instalações para apoiar três embarcações de apoio offshore.

## Transporte

### Estrada
Jalan Muara é a estrada principal que passa através de Pekan Muara. Ela se origina em Mukim Berakas perto do Aeroporto Internacional de Brunei e termina no canal artificial em Tanjong Pelumpong. Conecta a cidade de Muara com Bandar Seri Begawan.
Jalan Serasa e Jalan Persuahan se ramificam de Jalan Muara e conecta Muara com a comunidade vizinha de Serasa. Permite que os itens fabricados na área industrial de Serasa sejam transportados para o porto de Muara para exportação.
A Rodovia Muara-Tutong começa em uma rotatória Jalan Muara entre Kampong Sungai Kebun e Kampong Meragang. Conecta Muara a Jerudong e Tutong.
Muara é servido pelo ônibus púrpura da linha oriental. Os números de rota 33, 37, 38 e 39 conectam Muara com Serasa e o resto do país.

### Trilho
Não há ferrovias ou trilhos leves em Muara. Uma linha ferroviária usada para conectar o Brookeron Colliery ao que é agora o Porto de Muara para transportar o carvão que é minerado para uso nos navios a vapor.

### Portos
O único porto de águas profundas do Brunei está localizado em Muara. O porto de Muara foi aberto para operações comerciais em fevereiro de 1973 e encomendado como Departamento de Portos em 1 de maio de 1974. O Departamento de Portos assumiu a totalidade da gestão e operações de todos os Portos em 1 de janeiro de 1986, formam o "Alfândegas e Departamento de Impostos Real".
O Terminal de Cpntêiner Muara foi operado pela PSA International até 1 de abril de 2007, quando voltou para o Governo de Brunei. Tinha um porta contêiner com um comprimento de cais de 250m e um projeto máximo de 12,5m.
Existe um plano para desenvolver o porto pela Junta de Desenvolvimento Econômico de Brunei, incluindo a maior dragagem do Muara Cut, a construção de instalações portuárias adicionais em Pulau Muara Besar e ligando o último ao continente com uma ponte.
A partir de maio de 2009, o International Container Terminal Service Inc (ICTSI), com sede em Manila, Filipinas, criou uma subsidiária New Muara Container Terminal Service Sdm Bhd (NMCTS) para operar o Terminal de Cpntêiner Muara.
No início de 2017, a Muara Port Company Sdn Bhd, empresa de joint venture da Darussalam Assets Sdn Bhd e Beibu Gulf Holding (Hongkong) Co., Ltd. assumirá a operação do terminal.

### Ar
Não há aeroportos em Muara. Os viajantes comerciais teriam que viajar para Bandar Seri Begawan ou Labuan (da Serasa) para pegar um vôo comercial.